# خانه محمد صالحی
خانه محمد صالحی مربوط به دوره پهلوی اول است و در رفسنجان، خیابان امام خمینی، کوچه انقلاب، شماره ۶ واقع شده و این اثر در تاریخ ۲۴ اسفند ۱۳۸۳ با شمارهٔ ثبت ۱۱۳۸۸ به‌عنوان یکی از آثار ملی ایران به ثبت رسیده است.